# مايكل رايبورن
مايكل رايبورن (بالإنجليزية: Michael Raeburn)‏ (22 يناير 1943 أو 1948)، هُو مُخرج أفلام وكاتب زيمبابوي.

## وصلات خارجية
- مايكل رايبورن على موقع IMDb (الإنجليزية)
- مايكل رايبورن على موقع ألو سيني (الفرنسية)
- مايكل رايبورن على موقع أول موفي (الإنجليزية)
- مايكل رايبورن على موقع قاعدة بيانات الأفلام السويدية (السويدية)
- مايكل رايبورن على موقع قاعدة بيانات الفيلم (الإنجليزية)
- مايكل رايبورن على موقع كينوبويسك (الروسية)